# Robert Jührs
Robert Emil Franz Xaver Jührs (* 17. Oktober 1911 in Frankfurt am Main; † 6. Oktober 1996 ebenda) war ein deutscher SS-Unterscharführer und an der „Aktion T4“ und der „Aktion Reinhardt“ beteiligt.

## Werdegang
Nach dem Besuch der Volksschule absolvierte er eine Lehre als Maler, die er jedoch aufgrund einer Augenverletzung 1934 aufgeben musste. Der NSDAP trat er zum 1. April 1930 bei (Mitgliedsnummer 228.518) und schloss sich auch der SA an. 1935 wechselte er von der SA zur SS. Ab Mitte der 1930er Jahre war er bei der Städtischen Bühne Frankfurt/Main, dem Winterhilfswerk sowie dem Landesarbeitsamt Hessen tätig. Jührs war zweimal verheiratet; aus der ersten Ehe gingen zwei Kinder hervor.
Sein Diensteinsatz für die „Aktion T4“ erfolgte ab Juni 1941. Jührs war in den Euthanasieanstalt Hadamar als Maler und bei der Aktenablage eingesetzt.
Danach wurde er von Juni 1942 bis März 1943 im Vernichtungslager Belzec eingesetzt. Dort war er in unterschiedlichen Funktionen tätig und nahm auch an der Erschießung von Juden teil. Im März 1943 wurde er in das SS-Arbeitslager Dorohucza versetzt und ab Anfang November 1943 in das Vernichtungslager Sobibor. Dort war er bis zum Dezember 1943 bei der Liquidierung des Lagers und der Erschießung der letzten jüdischen Insassen beteiligt. Danach wurde er in der Operationszone Adriatisches Küstenland zur Sonderabteilung Einsatz R nach Triest versetzt, die der „Judenvernichtung“, der Konfiszierung jüdischen Vermögens und der Partisanenbekämpfung diente.
Noch vor Kriegsende geriet er am 1. Mai 1945 in amerikanische Kriegsgefangenschaft, aus der er im August 1945 nach Frankfurt/Main entlassen wurde. Dort wurde er erneut festgenommen, kam ins Internierungslager Dachau und wurde im Hadamar-Prozess angeklagt und freigesprochen. Nach seiner Rückkehr nach Frankfurt/Main arbeitete er als Arbeiter, Zeitungsausträger und Portier eines Hotels. Nach einer Tätigkeit als selbstständiger Schrotthändler war er als Hausmeister tätig.
Im Belzec-Prozess war Jührs wegen der Beihilfe zum gemeinschaftlichen Mord in 360.000 Fällen angeklagt und wurde am 30. Januar 1964 aufgrund von Befehlsnotstand außerhalb gerichtlicher Verfolgung gesetzt. Im Sobibor-Prozess war Jührs wegen der Beihilfe zum gemeinschaftlichen Mord an 30 Personen angeklagt und wurde am 15. Januar 1965 aufgrund von Befehlsnotstand wiederum außerhalb gerichtlicher Verfolgung gesetzt. Über seinen weiteren Lebensweg ist nichts bekannt.